# Teddy Kotick
Theodore John Kotick, genannt Teddy Kotick (* 4. Juni 1928 in Haverhill (Massachusetts); † 17. April 1986 in Boston) war ein amerikanischer Jazz-Bassist. Er spielte mit Charlie Parker und Bill Evans.

## Biographie
Mit sechs Jahren begann Kotick Gitarre zu spielen, später auf dem College wechselte er zum Bass.
Er begann seine musikalische Karriere in den Staaten Neuenglands, bevor er sich 1948 in New York niederließ. Er arbeitete mit Buddy Rich, Buddy DeFranco (1949), Artie Shaw (1950), Stan Getz (1951–1953), Bob Brookmeyer, Al Haig 1954 und sporadisch mit Charlie Parker. So entstand am 23. Januar 1952 mit Max Roach der Titel „Begin the Beguine“. Außerdem wirkte Kotick beim legendären Rockland Palace Concert am 26. September 1952 mit. Eine weitere Aufnahmesession fand am 10. Dezember 1954 statt; dabei wurden für das Album Charlie Parker Plays Cole Porter die Titel „I’ve Got You Under My Skin“, „Love for Sale“, „I Love Paris“ eingespielt. Es sollte die letzte Aufnahmesession von Charlie Parker für das Jazzlabel Verve Records vor seinem Tode sein.
Im Jahr 1956 wirkte er bei George Russells The RCA Victor Jazz Workshop mit und war  Bassist im Trio von Bill Evans; mit ihm entstand dessen Debütalbum New Jazz Conceptions. 1957 wirkte er mit Evans an dem Album A Swinging Introduction to Jimmy Knepper mit. Von 1957 bis 1958 war Kotick Mitglied im Quintett von Horace Silver, danach 1959 in der Band von Zoot Sims und Al Cohn. In dieser Zeit ging er auch mit dem Orchester von Claude Thornhill auf Tournee und nahm Platten mit Jimmy Raney und George Russell auf. In den 1960er Jahren arbeitete Teddy Kotick überwiegend freischaffend und spielte mit Musikern wie Martial Solal auf dem Jazzfestival in Newport, mit René Thomas, Teddy Charles, Herbie Nichols, Tony Scott und Phil Woods. 1966 spielte er noch einmal kurz im Trio von Bill Evans (The Secret Sessions) im New Yorker Jazzclub Village Vanguard.
Seit Anfang der 70er Jahre lebte Kotick wieder in Massachusetts. Ende der 70er Jahre und 1982 kam es noch einmal zu Aufnahmen mit J. R. Monterose und Allen Eager.

## Auswahldiskographie
- Stan Getz: Stan Getz At Storyville (Volume 1)/Volume 2/Volume 3 (Roost Records RLP 407/411/420, 1951)
- Al Haig: Al Haig Quartet (Period Records, 1954)
- Bob Brookmeyer: The Dual Role of Bob Brookmeyer (Prestige Records, 1955)
- Herbie Nichols: Herbie Nichols Trio (Blue Note Records, 1956)
- Jimmy Raney: A (Prestige Records, 1956)
- George Russell: The Jazz Workshop (RCA Victor, 1956)
- George Wallington: Jazz For The Carriage Trade (Prestige Records, 1956)
- Al Cohn, Zoot Sims: Al And Zoot (Coral Records, 1957)
- René Thomas: Guitar Groove (Jazzland Records, 1960)

mit Charlie Parker
- Charlie Parker Plays Cole Porter (Verve Records, 1955) – Neuveröffentlichung 1991 als The Cole Porter Songbook
- The Complete Legendary Rockland Palace Concert, 1952 (Jazz Clascics, 1996)

mit Bill Evans
- New Jazz Conceptions (Riverside Records, 1956)
- The Secret Sessions, 1966–75 (Milestone Records, 1996)